# Eurytoma jaceae
Eurytoma jaceae är en stekelart som beskrevs av Mayr 1878. Eurytoma jaceae ingår i släktet Eurytoma och familjen kragglanssteklar. Inga underarter finns listade i Catalogue of Life.